# كشك (محل)

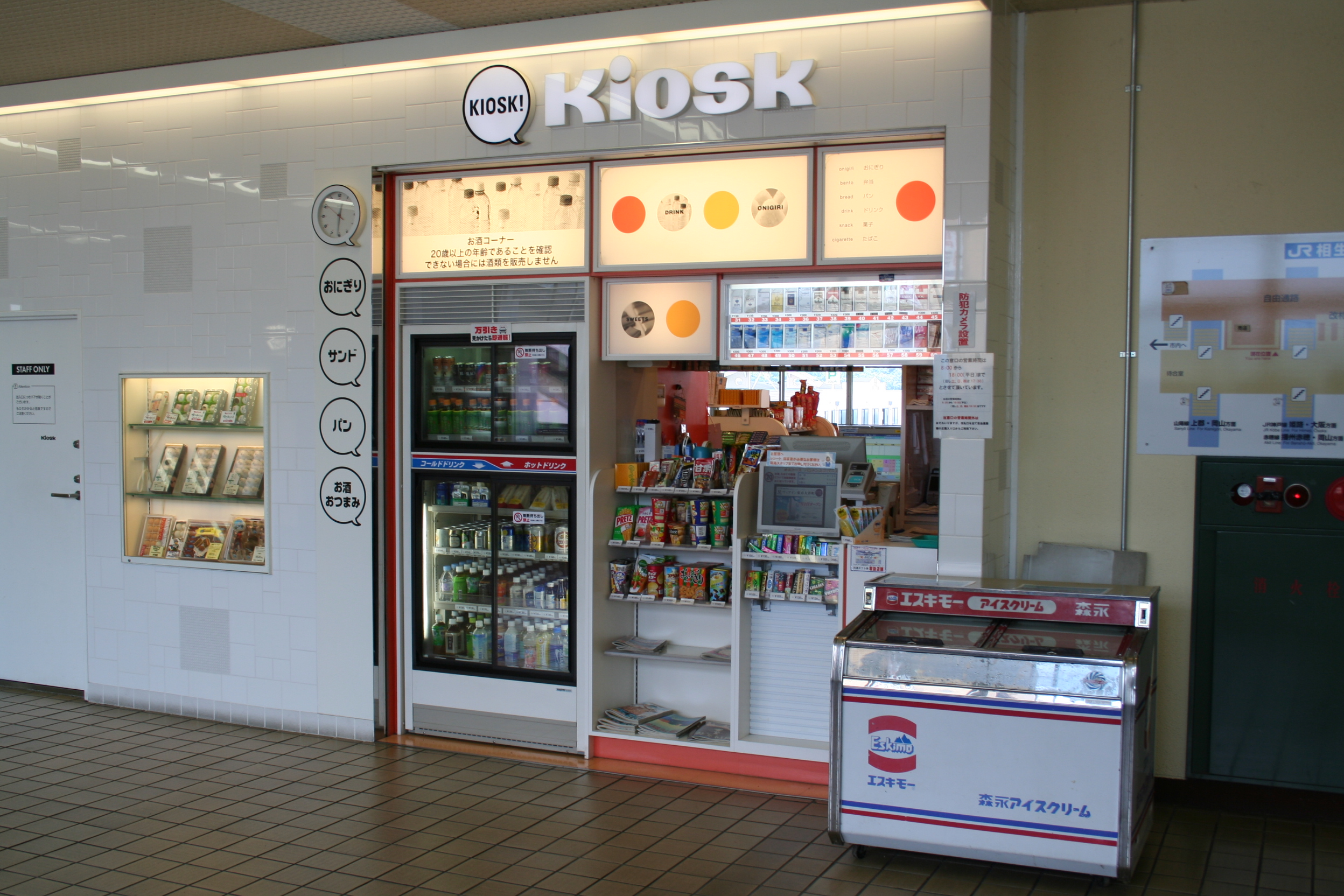
كُشْك في اليابان.

الكُشْك (بالفارسية: کَوْشَک) أو الجَوْسَق لفظة تركية معناها السُّرادق أو الفُسْطاط، والكُشْك أشبه شيء بخيمة مستديرة مفتَّحة الجنبات. ويغلب إطلاق لفظة الكُشك اليوم على شبه الكوخ الدائريّ الذي تباع فيه الصحف والسجائر. وقد يطلق أيضاً على الدكان الصغير بشكل عام ما دام أنه ليس جزء من مبنى ثابت.[بحاجة لمصدر]

## المصدر
1. ↑  الكُشْك - المعجم الوسيط، مجمع اللغة العربية، القاهرة نسخة محفوظة 22 فبراير 2014 على موقع واي باك مشين.
2. ↑  معجم ألفاظ الحضارة ومصطلحات الفنون (بالعربية والإنجليزية والفرنسية)، القاهرة: مجمع اللغة العربية بالقاهرة، 1980، ص. 35، OCLC:863546359، QID:Q123593339
3. ↑   الكُشْك - موسوعة المورد، منير البعلبكي، 1991